# Wappen Mecklenburg-Vorpommerns

Großes Landeswappen Mecklenburg-Vorpommerns

Kleines Landeswappen Mecklenburg-Vorpommerns

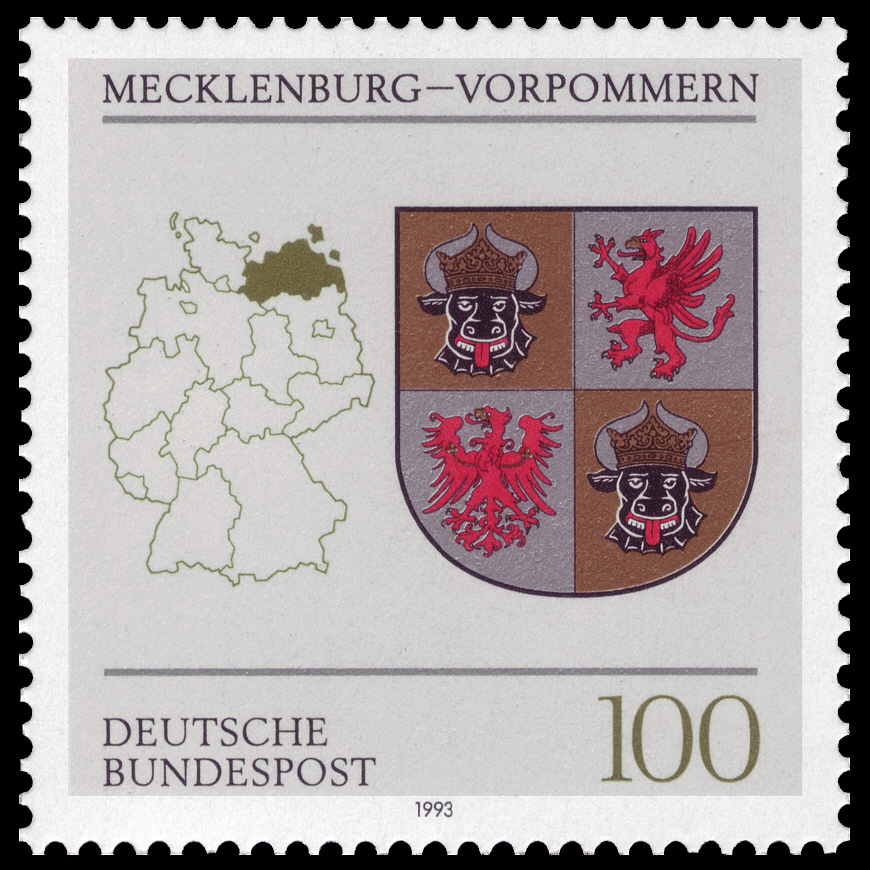
Briefmarke - Serie Wappen der Länder der Bundesrepublik Deutschland

Das Wappen Mecklenburg-Vorpommerns ist das Hoheitszeichen des deutschen Landes Mecklenburg-Vorpommern. Im Landeswappen werden die Landesteile Mecklenburg-Schwerin, Mecklenburg-Strelitz, Pommern und Brandenburg durch die jeweiligen Wappentiere symbolisiert.

## Versionen
Es existiert in zwei Versionen. Die Blasonierung des großen Landeswappens lautet: Geviert; Feld 1 und 4: In Gold ein hersehender, gold gekrönter schwarzer Stierkopf mit aufgerissenem Maul, silbernen Zähnen, ausgeschlagener roter Zunge, in sieben Spitzen abgerissenem Halsfell und silbernen Hörnern; Feld 2: In Silber ein aufgerichteter, golden bewehrter roter Greif; Feld 3: In Silber ein gold bewehrter roter Adler mit goldenen Kleestängeln auf den Saxen.
Blasonierung des kleinen Landeswappens: Gespalten, vorn in Gold ein hersehender, gold gekrönter schwarzer Stierkopf mit aufgerissenem Maul, silbernen Zähnen, ausgeschlagener roter Zunge, in sieben Spitzen abgerissenem Halsfell und silbernen Hörnern, hinten in Silber ein aufgerichteter, gold bewehrter roter Greif.
Das große viergeteilte Wappen wird vom Landtag und den obersten Landesbehörden geführt, das kleine zweigeteilte Wappen von den übrigen Landesbehörden.

## Wappentiere
Die mecklenburgischen Fürsten führten zunächst einen Greifen im Siegel, seit 1219 aber den Stierkopf. Ursprünglich wohl der Kopf eines Auerochsen, ist er seither nahezu ununterbrochen das mecklenburgische Stammwappen gewesen, das die dynastischen Teilungen, zuletzt Mecklenburg-Schwerin und Mecklenburg-Strelitz (bis 1934), überdauerte. Die beiden Stiere im heutigen Wappen weisen auf diese beiden Teilstaaten hin.
Der Greif steht für Vorpommern. Seit 1880 war der Greifenschild das Wappen der preußischen Provinz Pommern.
Der rote Brandenburgische Adler auf silbernem Grund steht für die Teile der Uckermark, die zum Land gehören, und bezeichnet die jahrhundertealte Verbindung zwischen Pommern und Brandenburg.

Stierkopf für Mecklenburg
Greif für Pommern
Adler für Brandenburg

## Geschichte
Das Land Mecklenburg-Vorpommern entstand nach dem Zweiten Weltkrieg aufgrund eines Befehls der Sowjetischen Militäradministration in Deutschland vom 9. Juli 1945. 1947 wurde von Seiten der Militärregierung darauf hingewiesen, dass der Befehl nur vom „Verwaltungsgebiet Mecklenburg“ gesprochen habe; der Zusatz „Vorpommern“ sei daher unzulässig. Im selben Jahr gab der Landtag dem Land eine Verfassung, in der die mecklenburgischen Landesfarben (blau-gelb-rot), nicht aber ein Landeswappen festgelegt wurden.
Mecklenburg-Strelitz verwendete ab 1921 ein Wappen, das „auf blau-gelb-rotem Schilde den Stargarder Burgturm, den Mecklenburgischen Büffelkopf und das Ratzeburger Kreuz“ zeigte. Mecklenburg-Schwerin verwendete ab demselben Jahr ein Wappen, das „aus einem einmal gespaltenen und zweimal geteilten Hauptschild mit aufgelegtem Herzschild“ bestand und in den sechs Feldern des Hauptschildes Folgendes zeigte:
1. in Gold einen schwarzen Stierkopf mit Halsfell (Mecklenburg),
2. in Blau einen goldenen Greif (Hansestadt Rostock),
3. oben in Blau einen goldenen Greif, unten ein silbern eingefasstes grünes Feld (Fürstentum Schwerin),
4. in Rot ein silbernes Kreuz (Fürstentum Ratzeburg),
5. in Rot einen silbernen Frauenarm (Herrschaft Stargard),
6. in Gold einen schwarzen Stierkopf ohne Halsfell (Herrschaft Werle),
7. Herzschild: eine Teilung von Rot über Gold (Grafschaft Schwerin).[5]

Das Schweriner Wappen galt ab 1934 für ganz Mecklenburg.
Nachdem Vorpommern zum Land dazugekommen war, wurde nach einem neuen Wappen gesucht. Der gezeigte Greif entstammte dem Rostocker Wappen. Ministerpräsident Wilhelm Höcker setzte sich persönlich sehr für eine Neugestaltung ein. Ein erster Entwurf, den er dem Stralsunder Oberbürgermeister Otto Kortüm 1945 präsentierte, zeigte „schräg oben den Büffelkopf mit mecklenburgischen Farben, schräg unten den Greif mit blauweiß“. Kortüm lehnte den Entwurf mit den Worten „ihr mit dem Kuhkopf oben und wir unten …“ ab.
Am 30. September 1948 beriet der Landtag in Schwerin über ein „Gesetz über das Landeswappen des Landes Mecklenburg (…)“ (Drucksache Nr. 222). Höcker berichtete in der Beratung über die Bemühungen der Landesregierung. Danach waren mehrfach mecklenburgische Künstler um Entwürfe gebeten worden, die bis auf zwei verworfen wurden. Der mit der Drucksache vorgelegte Entwurf überzeugte Höcker aber ebenfalls nicht. In ihm war das Schweriner Wappen um einen Schildfuß verlängert worden, in den in Silber ein roter pommerscher Greif hineingearbeitet war. Der Entwurf wurde in einen Ausschuss übertragen; eine erneute Vorlage im Landtag erfolgte nicht mehr.
Das kleine Wappen, das die Kreise in ihren Dienstsiegeln verwendeten, zeigte aufgrund einer Bekanntmachung vom 18. Februar 1948 den mecklenburgischen Stierkopf, die Städte führten ihr Wappen. Ein großes Landeswappen wurde nicht vergeben. 1952 wurde das Land Mecklenburg in drei Bezirke aufgeteilt.
Nach der deutschen Wiedervereinigung 1990 wurden die oben beschriebenen Wappen festgelegt.

Historisches Wappen von Mecklenburg-Schwerin
Historisches Wappen von Mecklenburg-Strelitz
Historisches Wappen des Freistaates Mecklenburg-Schwerin und ab 1934 des Landes Mecklenburg
Siegel des Landes Mecklenburg der DDR (1948–1952)